# Elektrownia gminna na Wildzie w Poznaniu
Elektrownia gminna na Wildzie w Poznaniu – budynek dawnej elektrowni gminy Wilda (przed przyłączeniem do Poznania) o architekturze utrzymanej w stylu arkadowym (niem. Rundbogenstil). Obiekt znajduje się w Poznaniu przy ul. Dolna Wilda 87, na skraju parku Jana Pawła II, na obszarze SIM Łęgi Dębińskie, na osiedlu samorządowym Wilda.
27 marca 1895 Rada Gminna uchwaliła program inwestycyjny dla Wildy. W tym samym roku ukończono budowę elektrowni, która była trzecią na terenie obecnego Poznania – po Jeżycach (1893) i Łazarzu (1894). Budowę przeprowadziło niemieckie przedsiębiorstwo „Helios”.
Dominantą całości założenia jest wyższa część centralna. Całość udekorowano elementami klinkierowymi, w tym w charakterystycznym kolorze zielonym. Dawniej obok stała stajnia i komin (dziś już nieistniejące). Wewnątrz ulokowano: kotłownię, akumulatorownię, stację pomp i centralną halę maszyn.
Od 1900 roku elektrownia była własnością miasta. Zakład nie działał długo – w połowie 1905 uruchomiono bowiem główną elektrownię na Grobli i odtąd elektrownia wildecka miała charakter pomocniczy.  W 1910 została ostatecznie zamknięta i służyła różnym celom, podnajmowana przez władze miejskie Poznania (Wildę w międzyczasie włączono w obszar miasta). Od 1905 do 1917 mieszkał w niej stróż, maszynista i palacz – Paul Boge, który doglądał mienia. W okresie międzywojennym działała w budynku artystyczna odlewnia wyrobów brązowych, należąca do Stanisława Słupczyńskiego. Wyszło stąd wiele rzeźb poznańskich artystów. Mieściła się tam także serownia i mleczarnia Konstantego Lange, fabryka tabaczna Józefa Bilskiego oraz firma Inskropol. Od 1934 roku budynkiem zarządzał Wydział Opieki Społecznej, który urządził w nim schronisko dla bezdomnych. W czasie II wojny światowej w budynku urządzono łaźnię, natomiast zaraz po zakończeniu wojny, decyzją Rady Narodowej – Zakład Dezynfekcji. Gdy warunki sanitarne w mieście uległy poprawie, budynek przekazano Powiatowej Stacji Sanitarno-Epidemiologicznej. 23 stycznia 1996 roku budynek został wpisany do rejestru zabytków (nr rej. A-438). W 2002 Sanepid formalnie oddał budynek gminie Poznań. Po śmierci w 2004 roku dwóch ostatnich osób zamieszkujących legalnie w budynku popadł on w ruinę. Dopiero w 2006 roku znalazł się inwestor, który postanowił przejąć i wyremontować budynek. Pod koniec 2007 roku miejski konserwator zabytków dokonał odbioru prac remontowych.
Obecnie w elektrowni mieści się galeria, restauracja i concept store SPOT. (po modernizacji wnętrz w początkach XXI wieku).